# (4008) Corbin
(4008) Corbin est un astéroïde de la ceinture principale.

## Description
(4008) Corbin est un astéroïde de la ceinture principale. Il fut découvert le 22 janvier 1977 à El Leoncito par l'Observatoire Félix-Aguilar. Il présente une orbite caractérisée par un demi-grand axe de 2,36 UA, une excentricité de 0,21 et une inclinaison de 25,5° par rapport à l'écliptique.

## Compléments